# Ruigahuizen
Ruigahuizen (Fries: Rûgehuzen) is een klein dorp of buurtschap in de gemeente De Friese Meren, in de Nederlandse provincie Friesland. Ruigahuizen ligt direct ten zuidwesten van Balk.
In 2023 telde het dorp 110 inwoners. Vanwege de grootte typeert het kadaster Ruigahuizen als buurtschap. Een klein stukje van het oorspronkelijke dorpsgebied van Ruigahuizen werd onderdeel van Balk bij de aanleg van een sportpark.
De plaatselijke belangen van Harich en Ruigahuizen worden behartigd door de Plaatselijk Belangvereniging.

## Geschiedenis
Het dorp werd vanaf de 13e eeuw vermeld als Rughahusem, Rughahuysum en Rugahuysen. De plaatsnaam verwijst mogelijk naar een nederzetting in een wild en ruig begroeide streek. Maar het eerste element kan ook verwijzen naar de familie of persoonsnaam 'Roege'.
Er heeft in Ruigahuizen een kerk gestaan, maar deze werd in de 18e eeuw afgebroken. Het dorp had daarna alleen nog een kerkhof met een klokkenstoel. De klokkenstoel werd in 1920 afgebroken omdat deze geheel vervallen was. In 1954 werd er een nieuwe gebouwd, deze had een klok uit 1746 maar deze werd 1975 gestolen. Er heeft daarna een lichte versie in de klokkenstoel gehangen maar in 2003 werd deze vervangen door een zwaarder exemplaar, die in 1928 is gegoten, zie verder Kerk van Ruigahuizen.
Het dorp was in 1840 flink gekrompen, er was nog maar sprake van 12 huizen. Dit aantal is daarna langzaam weer gegroeid. Een echte kern ontbreekt.
Tot 1 januari 1984 lag Ruigahuizen in de gemeente Gaasterland, waarna deze over ging in de gemeente Gaasterland-Sloten. In 2014 werd dit de gemeente De Friese Meren.

## Molen
Op het erf van een boerderij aan de Rûchsterwei stond een Amerikaanse windmotor. Deze is in 2018 afgebroken.